# Rafael Parodi
Rafael Parodi fue un empresario, productor y director italiano de larga trayectoria en Argentina.

## Carrera
Mítica figura del cine argentino, Rafael Parodi, incursionó notablemente como director de varias películas mudas encabezadas por estrellas del momento, entre ellas, Elsa O'Connor, Lidia Liss, Jorge Lafuente, Carlos Dux, Maria Elena Castro, Amelia Mirel y Felipe Farah. 
Instalado definitivamente en la Argentina desde 1912, país en el que se nacionalizó, fue el primer director en innovar utilizando la luz artificial para el filme Midinettes porteñas.
El 1 de junio de 1923, Quirino Cristiani, acusó a Parodi y al arquitecto y escenógrafo Andrés Ducaud por falsificación de patente de invención y pide se les condene al «máximum» de la pena establecida en el artículo 53 de la ley número 111.
También fue propietario, entre 1921 y 1926, de la productora Tylca Film (Talleres y Laboratorios Cinematográficos Argentinos), recurrida por algunos filmes de José Agustín Ferreyra. Allí Parodi dejó su marca en retratos humanos de prosapia naturalista y también coordinó un noticiario de actualidades llamado "Actualidades Tylca".
Su esposa fue la primera actriz de cine y teatro italiana Silvia Parodi, una leyenda de la cinematografía argentina.
Abandonó su carrera en 1926 con el advenimiento del cine sonoro.

## Filmografía
- 1922: El viaje de Marcelo
- 1922: La muchacha del arrabal
- 1925: Midinettes porteñas
- 1925: Criollo viejo
- 1925: Muñecos de cera
- 1926: El remanso[5]